# Мандапа

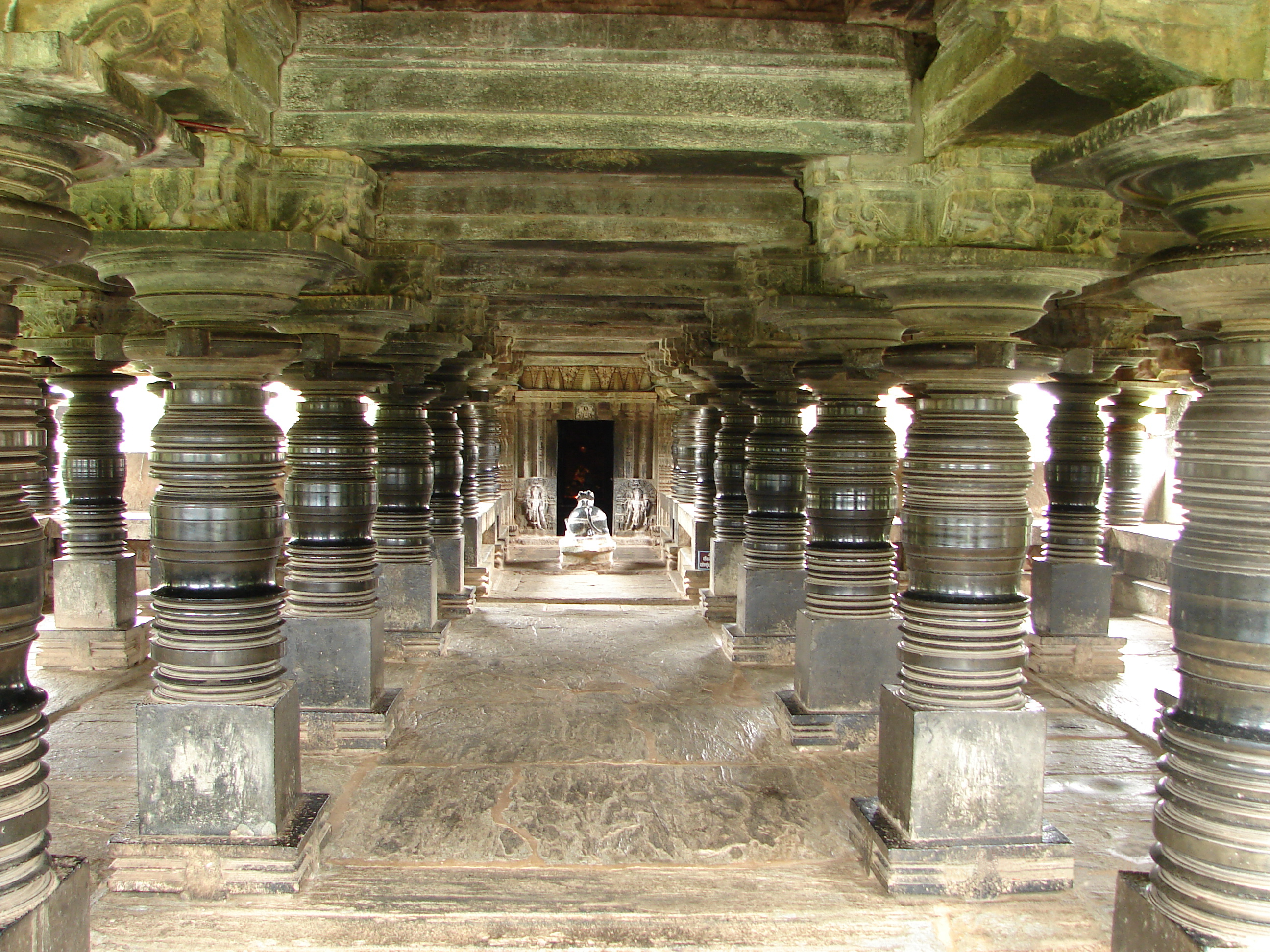
Открытый зал с колоннами Мандапа

Ма́ндапа (санскр. मण्डप, хинди मंडप, англ. mandapa) также читается как «мантапам» или «мандапан» — в индийской архитектуре это открытый зал с колоннами или павильон для публичных ритуалов.

## Храмовая архитектура

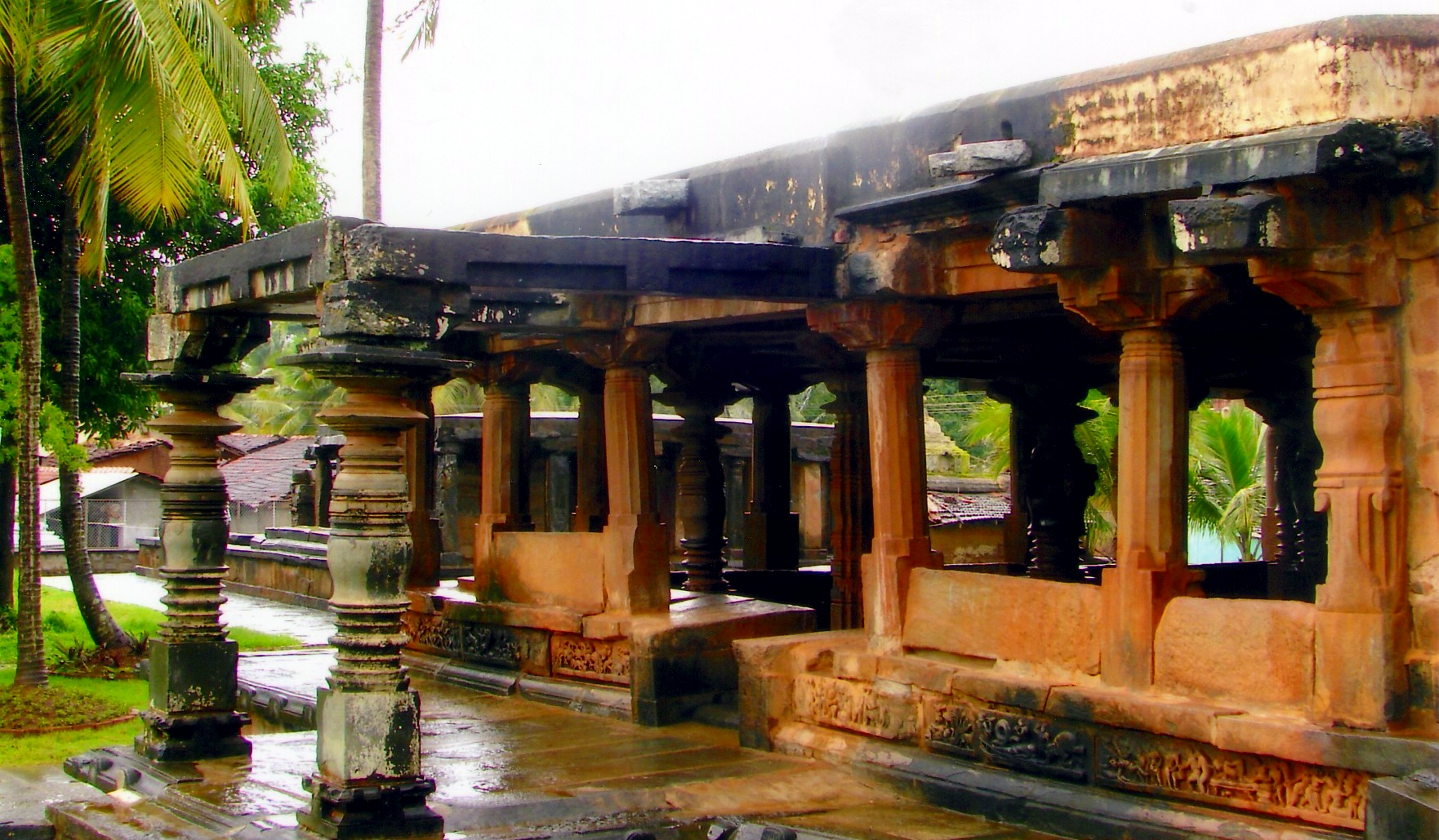
Крыльцо у входа Мандапы

В индусском храме мандапа — это похожая на крыльцо конструкция, что ведет в храм через пышно украшенные ворота (гопурам). Она используется для религиозных танцев и музыки, а также является частью основного здания храма. Обычно зал молитвы строили напротив Храма святых (гарбхагриха). Большой храм состоит более чем из одной мандапы.

Если одно здание имеет несколько мандап, то каждая используется по разным назначением и получает соответствующую своей функции название. Например, мандапа, посвящённой священному брака упоминается как Каляна мандапа. Обычно зал вмещал колонны, украшенные удивительной резьбой. В современных условиях она также представляет собой здание, где проводятся индусские свадьбы. Жениха и невесту окружает огненный круг, который разжигает священник в центре мандапы.

## Разновидность названий

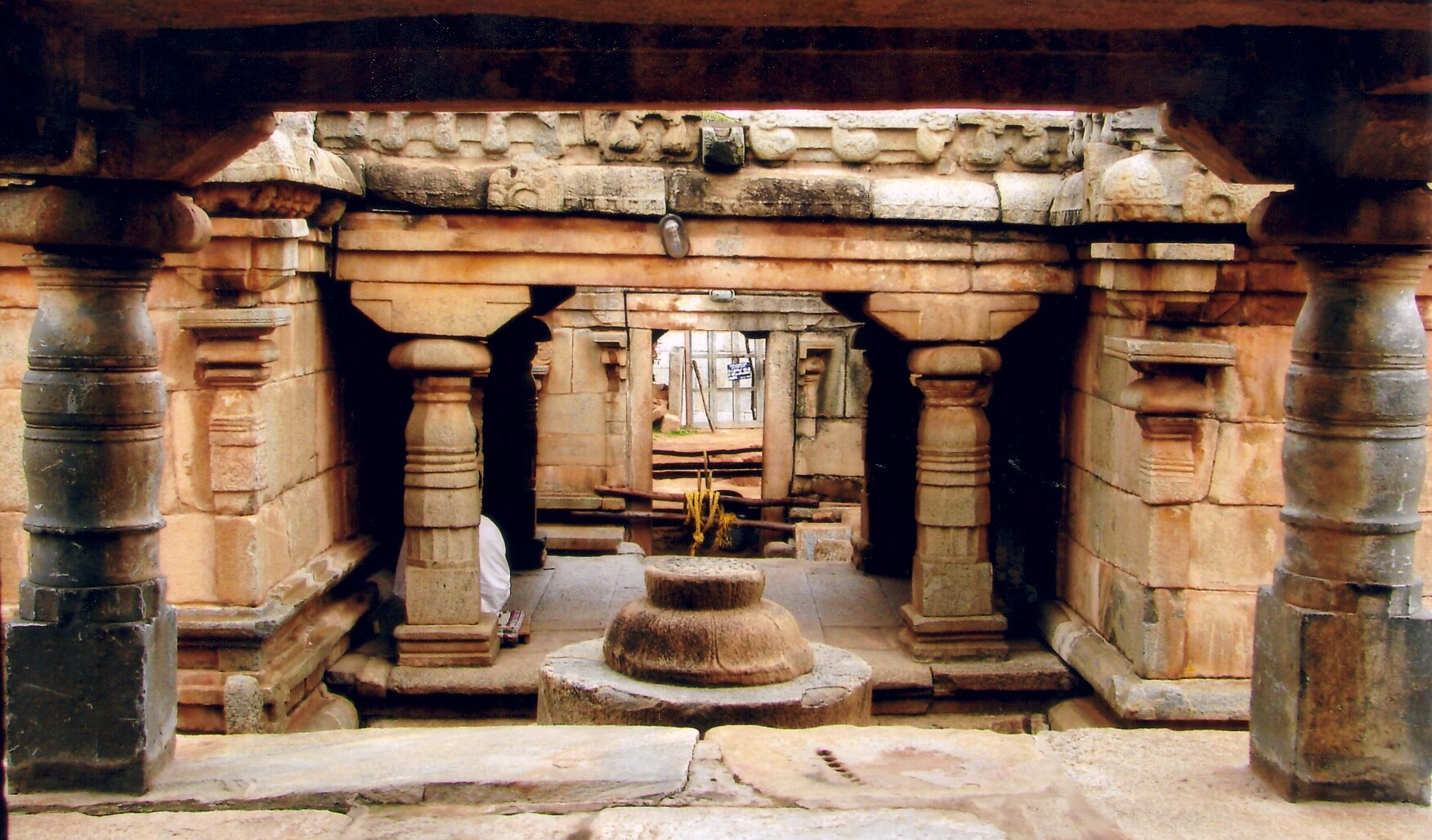
Мандапа в Храме Святых Камбадахали

Когда в храме более одной мандапы, им предоставляются различные названия.

- Арса мандапам — промежуточное пространство между храмом снаружи и Гарбо гриха (Святая святых) или другими мандапами храма.
- Астана мандапам — зал для собраний,
- Каляна мандапам — посвящён ритуальном свадьбе Бога и Богини.
- Маха мандапам — (маха = большой) В случае если храм состоит более чем из одной мандапы, то эта мандапа является крупнейшей и самой толстой. Она используется для проведения религиозных дискурсов. Некоторое время маха мандапам строили вдоль поперечной оси с трансептом (растянутые частицы вдоль поперечной оси). Внешне трансепт заканчивается большим окном, обеспечивает храм светом и свежестью.
- Нанди мандапа (или Наре Мандир) — в храмах бога Шивы, павильон со статуей священного быка Ненда, что смотрит на статую фаллоса Шивы.
- Ранг мандапа
- Меґанас мандапа
- Намаскар мандапа
- Открытая мандапа

## Упоминания в других языках
- В Индонезии мандапа более известная как пендопо. Необычным является тот факт, что такие сооружения в Индонезии в большинстве случаев строят для мусульманской общины. Многие из мечетей следуют дизайну пендопо, со слоистой крышей чтобы напоминала гору Меру.
- В тамильском языке эта платформа — Ааирам Каали мандап — зал с сотней колонн, близкий к виду Вимана (летательного аппарата, описанного в древнеиндийской литературе), что формирует явную часть плана местности классической дравидской архитектуры.
- Бирманский термин мандат, что этимологически происходит от слова мандапа с языка пали, это открытая платформа или павильон с которого люди брызгают водой на прохожих во время буддистской праздника тинджан.
- Мандапа на тайском — мондоп. Она часто фигурирует в тайских храмах и искусстве, или же в виде Хор Трай (библиотеки храма) или алтаря, как, например, в Ват Чанг Мэн что в городе Чиангмай.